# Christopher Koskei
Christopher Koskei ( também escrito Kosgei; 14 de agosto de 1974) é um ex-atleta queniano de meio-fundo, campeão mundial dos 3000 metros com obstáculos em Sevilha 1999. Além desta medalha de ouro, ele também conquistou uma medalha de prata no Mundial de Gotemburgo 1995, quatro anos antes, correndo descalço.
Koskei é irmão mais velho de outro corredor queniano desta prova, ex-recordista mundial e também campeão mundial por duas vezes, Saif Saaeed Shaheen, nome que ele adotou – nascido Stephen Cherono – após se naturalizar qatari.